# 代县烈士陵园
代县烈士陵园，位于山西省忻州市代县上馆镇西北街村西大街北，已列为忻州市文物保护单位。 

## 保护
1984年，代县烈士陵园公布为第一批代县文物保护单位。2022年5月11日，代县烈士陵园公布为第三批忻州市文物保护单位，编号3-65。